# Copa Libertadores 2005
W czterdziestej szóstej edycji Copa Libertadores udział wzięło 38 klubów reprezentujących wszystkie kraje zrzeszone w CONMEBOL oraz Meksyk, będący członkiem CONCACAF. Dwa najsilniejsze państwa, Brazylia i Argentyna, wystawiły po 5 klubów, reszta państw po 3 kluby. Kolumbię reprezentował czwarty klub, broniący tytułu Once Caldas.
Broniący tytułu klub Once Caldas z trudem wyszedł z fazy grupowej, by odpaść już w 1/8 finału w starciu z meksykańskim klubem Tigres UANL Monterrey. Pogromca obrońców tytułu w ćwierćfinale uległ zdecydowanie brazylijskiemu klubowi São Paulo FC. Klub São Paulo z fazy grupowej wyszedł bez porażki, w 1/8 finału wyeliminował derbowego rywala, klub SE Palmeiras, a w ćwierćfinale meksykański klub Tigres UANL, mimo iż ten jako pierwszy zdołał pokonać São Paulo 2:1 u siebie, w Monterrey. W Brazylii São Paulo wygrał 4:0 i dzięki zdecydowanej przewadze bramkowej awansował do półfinału, gdzie dwukrotnie pokonał argentyński klub River Plate. Finał tej edycji Pucharu Wyzwolicieli był finałem brazylijskim, w którym São Paulo zmierzył się z klubem Athletico Paranaense. W Kurytybie padł remis 1:1, ale na Estádio do Morumbi São Paulo wygrał aż 4:0 i zdobył trofeum.
W rundzie wstępnej 46 edycji Copa Libertadores 12 klubów podzielono na 6 par. Zwycięzcy dwumeczów awansowali do fazy grupowej.
W fazie grupowej 32 kluby podzielono na 8 grup liczących po 4 drużyny. Do 1/8 finału awansowały po dwa najlepsze kluby z każdej grupy.
W 1/8 finału wylosowano osiem par, które wyłoniły ośmiu ćwierćfinalistów. W ćwierćfinale wylosowano cztery pary, które wyłoniły czterech półfinalistów. W półfinale dwie pary wyłoniły dwóch finalistów.
Do ćwierćfinału dwie największe potęgi Ameryki Południowej, Argentyna i Brazylia, wprowadziły po 3 kluby. Obok nich w ćwierćfinale znalazły się dwa kluby z Meksyku. Do półfinału awansowały dwa kluby z Brazylii oraz po jednym klubie z Argentyny i z Meksyku. Finał okazał się wewnętrzną sprawą klubów brazylijskich. Z pozostałych krajów najlepiej spisała się Kolumbia, która wprowadziła 3 kluby do 1/8 finału. Zaskakująco słabo spisał się Urugwaj, którego żaden klub nie zdołał wyjść z fazy grupowej.
Najsłabiej w tej edycji turnieju spisały się kluby z Boliwii i Wenezueli, które wszystkie zajęły ostatnie miejsca w swoich grupach.

## 1/32 finału: Runda wstępna
| Quilmes AC – CSD Colo-Colo 0:0 i 2:2 - 01.02 0:0 - 08.02 0:1 Mauricio Alejandro Donoso 10, 1:1 Diego Alberto Torres 27, 1:2 Miguel Ángel Aceval 32k, 2:2 Miguel Riffo 60s |
| Mineros de Guayana – América Cali 0:2 i 1:3 - 01.02 0:1 David Ferreira 14k, 0:2 Édison Chará 20 - 08.02 1:0 Juan García Rivas 10, 1:1 Óscar Eduardo Villareal 14, 1:2 Rubén Darío Bustos 43, 1:3 David Ferreira 88                                                                                |
| Chivas de Guadalajara – Club Cienciano 3:1 i 5:1 - 02.02 1:0 Rafael Medina 8, 1:1 Roberto Enrique Silva 41, 2:1 Adolfo Bautista 67, 3:1 Omar Bravo 72 - 09.02 1:0 Omar Bravo 48, 2:0 Francisco Palencia 55, 2:1 Carlos Lobatón 58, 3:1 Alejandro Vela 72, 4:1 Rafael Medina 75, 5:1 Omar Bravo 76 |
| Tacuary FC – SE Palmeiras 2:2 i 0:2 - 02.02 1:0 Lorenzo Raúl Silva 27, 1:1 Magrão 36, 1:2 Warley 57, 2:2 Carlos Adolfo Leite 82 - 09.02 0:1 Ricardinho 3, 0:2 Ricardinho 90 |
| Atlético Junior – Oriente Petrolero 2:1 i 3:1 - 03.02 1:0 Juan Fernando Leal 4, 2:0 Emerson Acuña 41, 2:1 Carlos Wilson Villagra 66 - 10.02 1:0 Emerson Acuña 16, 2:0 Juan Fernando Leal 24, 2:1 Óscar Alcides Espínola 33, 3:1 Omar Sebastián Pérez 67                                           |
| LDU Quito – CA Peñarol 3:0 i 1:4 - 03.02 1:0 Franklin Salas 55, 2:0 Roberto Palacios 67, 3:0 Álex Aguinaga 81 - 10.02 1:0 Édison Méndez 21, 1:1 Alfonso Obregón 25s, 1:2 Pablo Daniel Gaglianone 45, 1:3 Jean-Jacques Pierre 70, 1:4 Marcelo Tejera 90                                            |

## 1/16 finału: Faza grupowa

### Grupa 1
| 15.02 Independiente Medellín – Athletico Paranaense 2:2 (0:1) - 0:1 Marcão 12, 0:2 Dênis Marques 52, 1:2 Juan Diego González 83, 2:2 Neider Morantes 90                                                                  |
| 17.02 Club Libertad – América Cali 1:2 (0:1) - 0:1 Néstor Fabián Salazar 35, 1:1 José Devaca 47, 1:2 Édison Chará 56 |
| 22.02 América Cali – Independiente Medellín 1:0 (0:0) - 1:0 Edier Fernando Londoño 87 |
| 01.03 Athletico Paranaense – Club Libertad 1:0 (1:0) - 1:0 Maciel 57 |
| 08.03 Club Libertad – Independiente Medellín 3:2 (3:1) - 0:1 Jaime Castrillón 20, 1:1 Juan Eduardo Samudio 38, 2:1 Juan Eduardo Samudio 41k, 3:1 Juan Eduardo Samudio 44, 3:2 César Valoyes 55                           |
| 10.03 América Cali – Athletico Paranaense 3:1 (2:0) - 1:0 Leonardo Mina Polo 35, 2:0 Néstor Fabián Salazar 44, 2:1 Vladimir Marín 51, 3:1 David Ferreira 64                                                              |
| 17.03 Independiente Medellín – Club Libertad 4:2 (3:2) - 0:1 Heriberto José Velandia 5s, 1:1 David Montoya 8, 2:1 Diego Andrés Álvarez 13, 2:2 Ismael Blanco 19, 3:2 Diego Andrés Álvarez 23, 4:2 Jorge Horacio Serna 82 |
| 14.04 Athletico Paranaense – América Cali 2:1 (1:1) - 1:0 Fabrício 40, 1:1 Jorge Banguero 44, 2:1 Lima 89 |
| 20.04 Club Libertad – Athletico Paranaense 1:2 (0:0) - 0:1 Dênis Marques 59, 0:2 Maciel 71, 1:2 Ismael Blanco 90+1 |
| 26.04 Independiente Medellín – América Cali 2:0 (1:0) - 1:0 Diego Andrés Álvarez 34, 2:0 David Montoya 59 |
| 10.05 Athletico Paranaense – Independiente Medellín 0:4 (0:0) - 0:1 César Valoyes 62, 0:2 César Valoyes 73, 0:3 Jorge Horacio Serna 82, 0:4 David Montoya 85k                                                            |
| 10.05 América Cali – Club Libertad 0:1 (0:0) - 0:1 José Devaca 40 |

| Klub                   | Mecze | Zw | Rem | Por | Pkt | BrZd | BrStr |
| ---------------------- | ----- | -- | --- | --- | --- | ---- | ----- |
| Independiente Medellín | 6     | 3  | 1   | 2   | 10  | 14   | 8     |
| Athletico Paranaense   | 6     | 3  | 1   | 2   | 10  | 8    | 11    |
| América Cali           | 6     | 3  | 0   | 3   | 9   | 7    | 7     |
| Club Libertad          | 6     | 2  | 0   | 4   | 6   | 8    | 11    |

### Grupa 2
| 16.02 Club Bolívar – Santos FC 4:3 (1:1) - 1:0 Cristián Gastón Zermatten 1, 1:1 Deivid 24, 2:1 Cristián Gastón Zermatten 52, 2:2 Deivid 56, 3:2 Cristián Gastón Zermatten 85, 4:2 Diego Cabrera 86, 4:3 Robinho 89 |
| 24.02 Danubio FC – LDU Quito 3:0 (2:0) - 1:0 Ignacio Risso 1, 2:0 Ignacio María González 7, 3:0 Omar Pouso 80 |
| 03.03 Santos FC – Danubio FC 3:2 (1:1) - 0:1 Ignacio María González 1, 1:1 Léo 37, 2:1 Robinho 70, 2:2 Jadson Viera 86, 3:2 Ricardinho 89k                                                                         |
| 08.03 LDU Quito – Club Bolívar 1:0 (1:0) - 1:0 Édison Méndez 25 |
| 15.03 Danubio FC – Club Bolívar 2:0 (2:0) - 1:0 Omar Pouso 40, 2:0 Bruno Silva 45 |
| 17.03 LDU Quito – Santos FC 2:1 (2:1) - 1:0 Ariel José Graziani 8, 2:0 Franklin Salas 13, 2:1 Ricardinho 26 |
| 06.04 Santos FC – LDU Quito 3:1 (1:1) - 0:1 Patricio Urrutia 2, 1:1 Robinho 20, 2:1 Ricardinho 48, 3:1 Robinho 62                                                                                                  |
| 12.04 Club Bolívar – Danubio FC 2:0 (1:0) - 1:0 Cafú Barbosa 13s, 2:0 Limberg Gutiérrez 64 |
| 20.04 Danubio FC – Santos FC 1:2 (0:0) - 1:0 Omar Pouso 52, 1:1 Deivid 66, 1:2 Ignacio Risso 83s |
| 27.04 Club Bolívar – LDU Quito 2:2 (2:0) - 1:0 Cristián Gastón Zermatten 19, 2:0 Limberg Gutiérrez 33, 2:1 Carlos Alberto Espínola 55, 2:2 Roberto Palacios 62                                                     |
| 11.05 Santos FC – Club Bolívar 6:0 (3:0) - 1:0 Ricardo Bóvio 1, 2:0 Cristiano Ávalos 13, 3:0 Paulo César 42, 4:0 Ricardinho 57, 5:0 Basílio 70, 6:0 Deivid 75                                                      |
| 11.05 LDU Quito – Danubio FC 1:1 (0:1) - 0:1 Ignacio Risso 33, 1:1 Édison Méndez 77 |

| Klub         | Mecze | Zw | Rem | Por | Pkt | BrZd | BrStr |
| ------------ | ----- | -- | --- | --- | --- | ---- | ----- |
| Santos FC    | 6     | 4  | 0   | 2   | 12  | 18   | 10    |
| LDU Quito    | 6     | 2  | 2   | 2   | 8   | 7    | 10    |
| Danubio FC   | 6     | 2  | 1   | 3   | 7   | 9    | 8     |
| Club Bolívar | 6     | 2  | 1   | 3   | 7   | 8    | 14    |

### Grupa 3
| 22.02 Club Universidad de Chile – Quilmes AC 3:2 (2:1) - 0:1 Nelson Vivas 35, 1:1 Marco Andrés Olea 36, 2:1 Waldo Ponce 45, 2:2 Diego Alberto Torres 58, 3:2 Christian Jorge Martínez 90+2 |
| 03.03 Club The Strongest – São Paulo FC 3:3 (2:1) - 0:1 Danilo 21, 1:1 Pablo Alberto Cuba 28, 2:1 Hugo Ranulfo Sosa 38, 3:1 Pablo Daniel Escobar 54, 3:2 Luizão 57, 3:3 Grafite 87         |
| 09.03 São Paulo FC – Club Universidad de Chile 4:2 (3:2) - 1:0 Diego Lugano 2, 1:1 Sergio Gioino 6, 2:1 Rogério Ceni 20, 2:2 Sergio Gioino 39, 3:2 Cicinho 45+1, 4:2 Grafite 64            |
| 10.03 Quilmes AC – Club The Strongest 1:0 (1:0) - 1:0 Aldo Osorio 42 |
| 15.03 Club Universidad de Chile – Club The Strongest 2:1 (0:1) - 0:1 Waldo Ponce 9s, 1:1 Diego Gabriel Rivarola 64, 2:1 Diego Gabriel Rivarola 80k                                         |
| 16.03 Quilmes AC – São Paulo FC 2:2 (1:0) - 1:0 Aldo Osorio 13, 1:1 Diego Tardelli 48, 1:2 Grafite 68, 2:2 Miguel Caneo 76                                                                 |
| 13.04 Club The Strongest – Club Universidad de Chile 0:0 |
| 13.04 São Paulo FC – Quilmes AC 3:1 (1:0) - 1:0 Diego Tardelli 31, 2:0 Diego Tardelli 54, 2:1 Luis Enrique Rueda 55, 3:1 Cicinho 82                                                        |
| 21.04 Club Universidad de Chile – São Paulo FC 1:1 (0:1) - 0:1 Luizão 26, 1:1 Sergio Gioino 47                                                                                             |
| 28.04 Club The Strongest – Quilmes AC 2:1 (1:1) - 1:0 Rubén Tufiño 35, 1:1 Agustín Alayes 44, 2:1 Leandro Desábato 48s                                                                     |
| 11.05 São Paulo FC – Club The Strongest 3:0 (2:0) - 1:0 Edcarlos 35, 2:0 Luizão 38, 3:0 Grafite 51                                                                                         |
| 11.05 Quilmes AC – Club Universidad de Chile 1:1 (0:1) - 0:1 Manuel Iturra 23, 1:1 Luis Enrique Rueda 51                                                                                   |

| Klub                      | Mecze | Zw | Rem | Por | Pkt | BrZd | BrStr |
| ------------------------- | ----- | -- | --- | --- | --- | ---- | ----- |
| São Paulo FC              | 6     | 3  | 3   | 0   | 12  | 16   | 9     |
| Club Universidad de Chile | 6     | 2  | 3   | 1   | 9   | 9    | 9     |
| Quilmes AC                | 6     | 1  | 2   | 3   | 5   | 8    | 11    |
| Club The Strongest        | 6     | 1  | 2   | 3   | 5   | 6    | 10    |

### Grupa 4
| 02.03 Táchira San Cristóbal – Santo André 1:0 (1:0) - 1:0 Wilfredo Alvarado 14                                                                                                   |
| 02.03 Cerro Porteño – SE Palmeiras 1:1 (1:0) - 1:0 Santiago Gabriel Salcedo 43, 1:1 Osmar 72                                                                                     |
| 10.03 Santo André – Cerro Porteño 2:2 (1:1) - 0:1 Santiago Gabriel Salcedo 17, 1:1 Rodrigão 40, 1:2 César Augusto Ramírez 48, 2:2 Rodrigão 51                                    |
| 10.03 SE Palmeiras – Táchira San Cristóbal 3:0 (2:0) - 1:0 René Kloker 10s, 2:0 Osmar 12, 3:0 Warley 83                                                                          |
| 16.03 SE Palmeiras – Santo André 1:1 (0:0) - 1:0 Pedrinho 76, 1:1 Rafinha 81 |
| 07.04 Cerro Porteño – Táchira San Cristóbal 3:1 (1:0) - 1:0 Santiago Gabriel Salcedo 42, 2:0 Santiago Gabriel Salcedo 54, 3:0 Santiago Gabriel Salcedo 64, 3:1 Giovanni Pérez 78 |
| 19.04 Táchira San Cristóbal – Cerro Porteño 0:3 (0:2) - 0:1 Santiago Gabriel Salcedo 18, 0:2 Santiago Gabriel Salcedo 43, 0:3 Jorge Achucarro 69                                 |
| 19.04 Santo André – SE Palmeiras 2:1 (1:1) - 1:0 Fernando 19, 1:1 Osmar 37, 2:1 Rodrigão 86                                                                                      |
| 28.04 Cerro Porteño – Santo André 1:0 (0:0) - 1:0 Santiago Gabriel Salcedo 58 |
| 04.05 Táchira San Cristóbal – SE Palmeiras 1:2 (0:0) - 0:1 Osmar 21, 1:1 Pedro Luis Boada 26, 1:2 Ricardinho 35                                                                  |
| 12.05 Santo André – Táchira San Cristóbal 6:0 (1:0) - 1:0 Sandro Gaúcho 34, 2:0 Rodrigão 54, 3:0 Romerito Mendonça 58, 4:0 Leandrinho 59, 5:0 Rodrigão 62, 6:0 Richarlyson 87    |
| 12.05 SE Palmeiras – Cerro Porteño 0:0 |

| Klub                  | Mecze | Zw | Rem | Por | Pkt | BrZd | BrStr |
| --------------------- | ----- | -- | --- | --- | --- | ---- | ----- |
| Cerro Porteño         | 6     | 3  | 3   | 0   | 12  | 10   | 4     |
| SE Palmeiras          | 6     | 2  | 3   | 1   | 9   | 8    | 5     |
| Santo André           | 6     | 2  | 2   | 2   | 8   | 11   | 6     |
| Táchira San Cristóbal | 6     | 1  | 0   | 5   | 3   | 3    | 17    |

### Grupa 5
| 15.02 Club Nacional de Football – Atlético Junior 0:1 (0:0) - 0:1 Martín Arzuaga 83 |
| 23.02 Olmedo Riobamba – River Plate 2:3 (0:2) - 0:1 Jairo Patiño 8, 0:2 Javier Mascherano 16, 0:3 Ernesto Farías 66k, 1:3 Fernando Domingo Rodríguez 80, 2:3 Fernando Domingo Rodríguez 90                     |
| 01.03 Atlético Junior – Olmedo Riobamba 2:0 (1:0) - 1:0 Martín Arzuaga 31, 2:0 Omar Sebastián Pérez 53 |
| 03.03 River Plate – Club Nacional de Football 1:0 (1:0) - 1:0 Marcelo Gallardo 5 |
| 16.03 Club Nacional de Football – Olmedo Riobamba 1:2 (0:0) - 0:1 Fernando Domingo Rodríguez 62, 1:1 Sebastián Abreu 72k, 1:2 Freddy Mark Brito 80                                                             |
| 17.03 Atlético Junior – River Plate 0:2 (0:0) - 0:1 Ernesto Farías 90+2k, 0:2 Rubens Sambueza 90+5 |
| 07.04 River Plate – Atlético Junior 2:1 (1:1) - 1:0 Ernesto Farías 42, 1:1 Martín Arzuaga 45+1, 2:1 Marcelo Gallardo 59k                                                                                       |
| 07.04 Olmedo Riobamba – Club Nacional de Football 2:3 (1:1) - 1:0 Héctor Manuel González 6, 1:1 Marlon Patricio Moreno 26s, 1:2 Sebastián Vázquez 64, 2:2 Fernando Domingo Rodríguez 79, 2:3 Gonzalo Castro 84 |
| 19.04 Olmedo Riobamba – Atlético Junior 3:1 (1:0) - 1:0 Luis Andrés Caicedo 3, 2:0 Eduardo Estíguar Hurtado 65, 3:0 Cristián Adrián Gómez 70, 3:1 Emerson Acuña 73                                             |
| 21.04 Club Nacional de Football – River Plate 1:3 (1:1) - 1:0 Gustavo Méndez 5, 1:1 Óscar Adrián Ahumada 33, 1:2 José Sand 63, 1:3 Jesús Méndez 78                                                             |
| 03.05 River Plate – Olmedo Riobamba 1:1 (1:0) - 1:0 José Sand 39, 1:1 Juan Manuel Zandoná 77 |
| 03.05 Atlético Junior – Club Nacional de Football 3:2 (1:1) - 0:1 Gonzalo Castro 13, 1:1 Martín Arzuaga 17, 1:2 Juan Ángel Albín 83, 2:2 Hayder Palacio 85k, 3:2 Martín Arzuaga 90+1                           |

| Klub                      | Mecze | Zw | Rem | Por | Pkt | BrZd | BrStr |
| ------------------------- | ----- | -- | --- | --- | --- | ---- | ----- |
| River Plate               | 6     | 5  | 1   | 0   | 16  | 12   | 5     |
| Atlético Junior           | 6     | 3  | 0   | 3   | 9   | 8    | 9     |
| Olmedo Riobamba           | 6     | 2  | 1   | 3   | 7   | 10   | 11    |
| Club Nacional de Football | 6     | 1  | 0   | 5   | 3   | 7    | 12    |

### Grupa 6
| 15.02 Alianza Lima – Tigres UANL Monterrey 0:0 |
| 17.02 Caracas FC – CA Banfield 1:1 (1:0) - 1:0 Daniel Noriega 16, 1:1 Víctor Enrique Piríz 47 |
| 23.02 CA Banfield – Alianza Lima 3:2 (1:0) - 1:0 Jorge Elio Cervera 31, 2:0 Martín Ezequiel Andrizzi 62, 2:1 Aldo Olcese 63, 2:2 Aldo Olcese 80, 3:2 Diego Marcelo Ceballos 87                                                                         |
| 23.02 Tigres UANL Monterrey – Caracas FC 3:1 (1:0) - 1:0 Hugo Sánchez Guerrero 39, 2:0 Andrés Silvera 51, 3:0 Claudio Patricio Núñez 57k, 3:1 Rafael Ernesto Castellín 60                                                                              |
| 01.03 Alianza Lima – Caracas FC 2:1 (1:1) - 0:1 Gamadiel Adrián García 31, 1:1 Aldo Olcese 45, 2:1 José Soto 61k |
| 15.03 Tigres UANL Monterrey – CA Banfield 2:2 (1:1) - 0:1 Antonio Daniel Barijho 11, 1:1 Walter Gaitán 29k, 2:1 Sixto Peralta 62, 2:2 Daniel Bilos 73                                                                                                  |
| 05.04 Caracas FC – Alianza Lima 2:0 (1:0) - 1:0 Gamadiel Adrián García 25, 2:0 Wilson Alberto Carpintero 63 |
| 06.04 CA Banfield – Tigres UANL Monterrey 0:3 (0:1) - 0:1 Carlos Adrián Morales 13, 0:2 Andrés Silvera 62, 0:3 Sixto Peralta 66 |
| 12.04 Alianza Lima – CA Banfield 0:1 (0:0) - 0:1 Antonio Daniel Barijho 51 |
| 13.04 Caracas FC – Tigres UANL Monterrey 2:5 (2:2) - 1:0 Wilson Alberto Carpintero 1, 1:1 Claudio Patricio Núñez 5, 2:1 Wilson Alberto Carpintero 17, 2:2 Claudio Patricio Núñez 32, 2:3 Irênio Soares 64, 2:4 Aldo de Nigris 81, 2:5 Irênio Soares 86 |
| 03.05 CA Banfield – Caracas FC 3:1 (1:0) - 1:0 Pablo César Fernández 18, 2:0 Diego Marcelo Ceballos 57, 3:0 Daniel Bilos 61, 3:1 Gamadiel Adrián García 78                                                                                             |
| 03.05 Tigres UANL Monterrey – Alianza Lima 0:0 |

| Klub                  | Mecze | Zw | Rem | Por | Pkt | BrZd | BrStr |
| --------------------- | ----- | -- | --- | --- | --- | ---- | ----- |
| Tigres UANL Monterrey | 6     | 3  | 3   | 0   | 12  | 13   | 5     |
| CA Banfield           | 6     | 3  | 2   | 1   | 11  | 10   | 9     |
| Alianza Lima          | 6     | 1  | 2   | 3   | 5   | 4    | 7     |
| Caracas FC            | 6     | 1  | 1   | 4   | 4   | 8    | 14    |

### Grupa 7
| 16.02 CD Cobreloa – Chivas de Guadalajara 1:3 (0:1) - 0:1 Johnny García 11, 0:2 Francisco Palencia 49, 0:3 Omar Bravo 60, 1:3 Juan Luis González 90                                |
| 24.02 Once Caldas – San Lorenzo de Almagro 0:0 |
| 02.03 Chivas de Guadalajara – Once Caldas 0:0 |
| 09.03 San Lorenzo de Almagro – CD Cobreloa 0:0 |
| 22.03 CD Cobreloa – Once Caldas 2:1 (0:0) - 0:1 Néstor David Álvarez 48, 1:1 Luis Fuentes 84, 2:1 José Luis Díaz 90+5                                                              |
| 23.03 Chivas de Guadalajara – San Lorenzo de Almagro 2:1 (0:0) - 1:0 Ramón Morales 50k, 2:0 Ramón Morales 61k, 2:1 Walter Ariel García 66k                                         |
| 05.04 San Lorenzo de Almagro – Chivas de Guadalajara 0:0 |
| 05.04 Once Caldas – CD Cobreloa 0:0 |
| 12.04 Once Caldas – Chivas de Guadalajara 4:2 (4:1) - 1:0 Elkin Soto 1, 2:0 Tressor Moreno 3, 3:0 Jhon Viáfara 19, 4:0 Jonathan Fabbro 35, 4:1 Johnny García 39, 4:2 Omar Bravo 78 |
| 26.04 CD Cobreloa – San Lorenzo de Almagro 2:0 (2:0) - 1:0 José Luis Díaz 2, 2:0 José Luis Díaz 33                                                                                 |
| 05.05 San Lorenzo de Almagro – Once Caldas 0:1 (0:1) - 0:1 Jhon Viáfara 43 |
| 05.05 Chivas de Guadalajara – CD Cobreloa 3:1 (0:0) - 1:0 Ramón Morales 46, 2:0 Adolfo Bautista 58k, 3:0 Adolfo Bautista 66, José Luis Díaz 67                                     |

| Klub                   | Mecze | Zw | Rem | Por | Pkt | BrZd | BrStr |
| ---------------------- | ----- | -- | --- | --- | --- | ---- | ----- |
| Chivas de Guadalajara  | 6     | 3  | 2   | 1   | 11  | 10   | 7     |
| Once Caldas            | 6     | 2  | 3   | 1   | 9   | 6    | 4     |
| CD Cobreloa            | 6     | 2  | 2   | 2   | 8   | 6    | 7     |
| San Lorenzo de Almagro | 6     | 0  | 3   | 3   | 3   | 1    | 5     |

### Grupa 8
| 16.02 Club Sporting Cristal – Pachuca 2:0 (0:0) - 1:0 Carlos Zegarra 56, 2:0 Luis Alberto Bonnet 84k                                                                     |
| 17.02 Deportivo Cuenca – Boca Juniors 0:0 |
| 24.02 Pachuca – Deportivo Cuenca 2:1 (2:1) - 1:0 Andrés Chitiva 22, 1:1 Carlos Gregorio Quiñónez 39, 2:1 Manuel Vidrio 44                                                |
| 02.03 Boca Juniors – Club Sporting Cristal 3:0 (2:0) - 1:0 Martín Palermo 16, 2:0 Baiano 29, 3:0 Martín Palermo 64                                                       |
| 08.03 Club Sporting Cristal – Deportivo Cuenca 1:0 (0:0) - 1:0 Luis Alberto Bonnet 65                                                                                    |
| 16.03 Pachuca – Boca Juniors 3:1 (1:0) - 1:0 Juan Carlos Cacho 37, 2:0 Raúl Alfredo Cascini 50s, 2:1 Guillermo Barros Schelotto 55, 3:1 Alberto Rodríguez 90+2           |
| 06.04 Boca Juniors – Pachuca 4:0 (2:0) - 1:0 Diego Cagna 28, 2:0 Andrés Guglielminpietro 32, 3:0 Rodrigo Palacio 75, 4:0 Baiano 88                                       |
| 14.04 Deportivo Cuenca – Club Sporting Cristal 2:2 (2:0) - 1:0 Walter Richard Calderón 12, 2:0 Walter Richard Calderón 39, 2:1 Gustavo Figueroa 51, 2:2 Amilton Prado 79 |
| 27.04 Deportivo Cuenca – Pachuca 1:1 (1:0) - 1:0 Cristián Gabriel Carnero 8, 1:1 Andrés Chitiva 63                                                                       |
| 27.04 Club Sporting Cristal – Boca Juniors 0:3 (0:3) - 0:1 Pablo Ledesma 11, 0:2 Marcelo Delgado 28, 0:3 Martín Palermo 42                                               |
| 04.05 Boca Juniors – Deportivo Cuenca 3:0 (3:0) - 1:0 Andrés Guglielminpietro 36, 2:0 Martín Palermo 39, 3:0 Andrés Guglielminpietro 41                                  |
| 04.05 Pachuca – Club Sporting Cristal 2:0 (2:0) - 1:0 Sergio Santana 4, 2:0 Jared Borgetti 37                                                                            |

| Klub                  | Mecze | Zw | Rem | Por | Pkt | BrZd | BrStr |
| --------------------- | ----- | -- | --- | --- | --- | ---- | ----- |
| Boca Juniors          | 6     | 4  | 1   | 1   | 13  | 14   | 3     |
| Pachuca               | 6     | 3  | 1   | 2   | 10  | 8    | 9     |
| Club Sporting Cristal | 6     | 2  | 1   | 3   | 7   | 5    | 10    |
| Deportivo Cuenca      | 6     | 0  | 3   | 3   | 3   | 4    | 9     |

## 1/8 finału
| LDU Quito – River Plate 2:1 i 2:4 - 17.05 1:0 Patricio Urrutia 35k, 1:1 Jairo Patiño 40, 2:1 Patricio Urrutia 71 - 26.05 0:1 Marcelo Salas 6, 0:2 Néicer Reasco 11s, 1:2 Roberto Palacios 46, 1:3 Marcelo Salas 48, 1:4 Lucho González 59, 2:4 Carlos Alberto Espínola 66                                              |
| Atlético Junior – Boca Juniors 3:3 i 0:4 - 17.05 0:1 Rolando Schiavi 7, 1:1 Omar Sebastián Pérez 10, 2:1 Martín Arzuaga 13, 3:1 Emerson Acuña 36, 3:2 Rodrigo Palacio 59, 3:3 Marcelo Delgado 90+1 - 26.05 0:1 Andrés Guglielminpietro 1, 0:2 Martín Palermo 38, 0:3 Andrés Guglielminpietro 54, 0:4 Martín Palermo 71 |
| CA Banfield – Independiente Medellín 3:0 i 2:0 - 18.05 1:0 Daniel Bilos 59, 2:0 Daniel Bilos 69, 3:0 Diego Marcelo Ceballos 72 - 24.05 1:0 Antonio Daniel Barijho 50, 2:0 Gabriel Paletta 69 |
| Pachuca – Chivas de Guadalajara 1:1 i 1:3 - 18.05 1:0 Jared Borgetti 27, 1:1 Francisco Palencia 47 - 24.05 1:0 Sergio Santana 15, 1:1 Juan Pablo Alfaro 35, 1:2 Alejandro Vela 51, 1:3 Rafael Medina 55 |
| SE Palmeiras – São Paulo FC 0:1 i 0:2 - 18.05 0:1 Cicinho 58 - 25.05 0:1 Rogério Ceni 81k, 0:2 Cicinho 90+3 |
| Club Universidad de Chile – Santos FC 2:1 i 0:3 - 19.05 1:0 Diego Gabriel Rivarola 50, 1:1 Ricardinho 56, 2:1 Patricio Galaz 72 - 25.05 0:1 Flávio 34, 0:2 Robinho 72, 0:3 Robinho 88k |
| Once Caldas – Tigres UANL Monterrey 1:1 i 1:2 - 19.05 0:1 Walter Gaitán 34, 1:1 Néstor David Álvarez 82 - 26.05 1:0 Jonathan Fabbro 34, 1:1 Aldo de Nigris 52, 1:2 Javier Saavedra 64 |
| Athletico Paranaense – Cerro Porteño 2:1 i 1:2, karne 5:4 - 19.05 1:0 Lima 29, 1:1 Julio dos Santos 46, 2:1 Cléo 49 - 26.05 0:1 Julio dos Santos 5, 1:1 Lima 8, 1:2 Santiago Gabriel Salcedo 38 |

## 1/4 finału
| São Paulo FC – Tigres UANL Monterrey 4:0 i 1:2 - 01.06 1:0 Rogério Ceni 29, 2:0 Luizão 39, 3:0 Rogério Ceni 57, 4:0 Souza 60 - 15.06 0:1 Andrés Silvera 61, 0:2 Andrés Silvera 74, 1:2 Souza 88                                                                |
| Athletico Paranaense – Santos FC 3:2 i 2:0 - 01.06 0:1 Ricardinho 12, 1:1 Evandro 25, 2:1 Marcão 40, 2:2 Deivid 44, 3:2 Lima 70 - 15.06 1:0 Aloísio 16, 2:0 Aloísio 53                                                                                         |
| CA Banfield – River Plate 1:1 i 2:3 - 02.06 0:1 Marcelo Gallardo 9, 1:1 Daniel Bilos 55 - 16.06 0:1 Ernesto Farías 28, 0:2 Ernesto Farías 32, 1:2 Daniel Bilos 34, 1:3 Víctor Eduardo Zapata 35, 2:3 Antonio Daniel Barijho 48                                 |
| Chivas de Guadalajara – Boca Juniors 4:0 i 0:0 - 02.06 1:0 Johnny García 47, 2:0 Omar Bravo 54, 3:0 Juan Pablo Alfaro 60, 4:0 Adolfo Bautista 66 - 14.06 0:0 - drugi mecz przerwany został w 79 minucie z powodu zamieszek na trybunach. Wynik pozostał w mocy |

## 1/2 finału
| São Paulo FC – River Plate 2:0 i 3:2 - 22.06 1:0 Danilo 77, 2:0 Rogério Ceni 89k - 29.06 1:0 Danilo 12, 1:1 Ernesto Farías 35, 2:1 Amoroso 59, 3:1 Fabão 80, 3:2 Marcelo Salas 83                          |
| Athletico Paranaense – Chivas de Guadalajara 3:0 i 2:2 - 23.06 1:0 Aloísio 22, 2:0 Fernandinho 44, 3:0 Fabrício 78 - 30.06 0:1 Francisco Palencia 24, 1:1 Lima 67, 2:1 Lima 80, 2:2 Francisco Palencia 85k |

## FINAŁ
| Athletico Paranaense – São Paulo FC 1:1 i 0:4 |
| 6 lipca 2005 Porto Alegre Estado Beira-Río (35 000) Athletico Paranaense – São Paulo FC 1:1 (1:0) Bramki: 1:0 Aloísio 14, 1:1 Durval 52s Sędzia: Jorge Larrionda (Urugwaj) Żółte kartki: Jancarlos, Marcão / Fabão, Diego Lugano, Luizão Clube Athletico Paranaense: Diego – Jancarlos (83 André Rocha), Danilo, Durval, Marcão – Cocito, Fabrício, Alan Bahia – Fernandinho (66 Evandro) – Lima, Aloísio. Trener: Antônio Lopes São Paulo Futebol Clube: Rogério Ceni – Fabão, Diego Lugano, Alex – Cicinho, Mineiro, Josué, Júnior – Danilo – Luizão, Amoroso. Trener: Paulo Autuori |
| 14 lipca 2005 São Paulo Estádio do Morumbi (80 000) São Paulo FC – Athletico Paranaense 4:0 (1:0) Sędzia: Horacio Elizondo (Argentyna) Bramki: 1:0 Amoroso 17, 2:0 Fabão 52, 3:0 Luizão 70, 4:0 Diego Tardelli 90 Żółte kartki: Fabão, Diego Lugano, Danilo / Evandro, Cocito, Fabrício, André Rocha São Paulo Futebol Clube: Rogério Ceni – Fabão, Diego Lugano, Alex – Cicinho, Mineiro, Josué, Júnior (85 Fábio Santos) – Danilo – Luizão (73 Souza), Amoroso (79 Diego Tardelli). Trener: Paulo Autuori Clube Athletico Paranaense: Diego – Jancarlos, Danilo, Durval, Marcão (60 Rodrigo) – André Rocha (82 Alan Bahia), Cocito, Fabrício – Evandro – Lima (60 Fernandinho), Aloísio. Trener: Antônio Lopes |

## Strzelcy bramek
| Gole | Piłkarz                  | Klub                  |
| ---- | ------------------------ | --------------------- |
| 9    | Santiago Gabriel Salcedo | Cerro Porteño         |
| 6    | Martín Arzuaga           | Atlético Junior       |
| 6    | Lima                     | Athletico Paranaense  |
| 6    | Daniel Bilos             | CA Banfield           |
| 6    | Martín Palermo           | Boca Juniors          |
| 6    | Omar Bravo               | Chivas de Guadalajara |
| 6    | Ernesto Farías           | River Plate           |
| 6    | Ricardinho               | Santos FC             |
| 6    | Robinho                  | Santos FC             |

## Klasyfikacja
Poniższa tabela ma charakter statystyczny. O kolejności decyduje na pierwszym miejscu osiągnięty etap rozgrywek, a dopiero potem dorobek bramkowo-punktowy. W przypadku klubów, które odpadły w rozgrywkach grupowych o kolejności decyduje najpierw miejsce w tabeli grupy, a dopiero potem liczba zdobytych punktów i bilans bramkowy.
| Poz                                                                       | Klub                      | Mecze | Zw | Rem | Por | Pkt | BrZd | BrStr |
| ------------------------------------------------------------------------- | ------------------------- | ----- | -- | --- | --- | --- | ---- | ----- |
| 1                                                                         | São Paulo FC              | 14    | 9  | 4   | 1   | 31  | 34   | 14    |
| 2                                                                         | Athletico Paranaense      | 14    | 7  | 3   | 4   | 24  | 22   | 23    |
| 3                                                                         | Chivas de Guadalajara     | 14    | 7  | 5   | 2   | 26  | 28   | 16    |
| 4                                                                         | River Plate               | 12    | 7  | 2   | 3   | 23  | 23   | 17    |
| 5                                                                         | Tigres UANL Monterrey     | 10    | 5  | 4   | 1   | 19  | 18   | 12    |
| 6                                                                         | Boca Juniors              | 10    | 5  | 3   | 2   | 18  | 21   | 10    |
| 7                                                                         | CA Banfield               | 10    | 5  | 3   | 2   | 18  | 18   | 13    |
| 8                                                                         | Santos FC                 | 10    | 5  | 0   | 5   | 15  | 24   | 17    |
| 9                                                                         | Atlético Junior           | 10    | 5  | 1   | 4   | 16  | 16   | 18    |
| 10                                                                        | Cerro Porteño             | 8     | 4  | 3   | 1   | 15  | 13   | 7     |
| 11                                                                        | LDU Quito                 | 10    | 4  | 2   | 4   | 14  | 15   | 19    |
| 12                                                                        | SE Palmeiras              | 10    | 3  | 4   | 3   | 13  | 12   | 10    |
| 13                                                                        | Club Universidad de Chile | 8     | 3  | 3   | 2   | 12  | 11   | 13    |
| 14                                                                        | Pachuca                   | 8     | 3  | 2   | 3   | 11  | 10   | 13    |
| 15                                                                        | Independiente Medellín    | 8     | 3  | 1   | 4   | 10  | 14   | 13    |
| 16                                                                        | Once Caldas               | 8     | 2  | 4   | 2   | 10  | 8    | 7     |
| 17                                                                        | América Cali              | 8     | 5  | 0   | 3   | 15  | 12   | 8     |
| 18                                                                        | Santo André               | 6     | 2  | 2   | 2   | 8   | 11   | 6     |
| 19                                                                        | CD Cobreloa               | 6     | 2  | 2   | 2   | 8   | 6    | 7     |
| 20                                                                        | Danubio FC                | 6     | 2  | 1   | 3   | 7   | 9    | 8     |
| 21                                                                        | Olmedo Riobamba           | 6     | 2  | 1   | 3   | 7   | 10   | 11    |
| 22                                                                        | Quilmes AC                | 8     | 1  | 4   | 3   | 7   | 10   | 13    |
| 23                                                                        | Club Sporting Cristal     | 6     | 2  | 1   | 3   | 7   | 5    | 10    |
| 24                                                                        | Alianza Lima              | 6     | 1  | 2   | 3   | 5   | 4    | 7     |
| 25                                                                        | Club Bolívar              | 6     | 2  | 1   | 3   | 7   | 8    | 14    |
| 26                                                                        | Club Libertad             | 6     | 2  | 0   | 4   | 6   | 8    | 11    |
| 27                                                                        | Club The Strongest        | 6     | 1  | 2   | 3   | 5   | 6    | 10    |
| 28                                                                        | Caracas FC                | 6     | 1  | 1   | 4   | 4   | 8    | 14    |
| 29                                                                        | San Lorenzo de Almagro    | 6     | 0  | 3   | 3   | 3   | 1    | 5     |
| 30                                                                        | Club Nacional de Football | 6     | 1  | 0   | 5   | 3   | 7    | 12    |
| 31                                                                        | Deportivo Cuenca          | 6     | 0  | 3   | 3   | 3   | 4    | 9     |
| 32                                                                        | Táchira San Cristóbal     | 6     | 1  | 0   | 5   | 3   | 3    | 17    |
| 33                                                                        | CA Peñarol                | 2     | 1  | 0   | 1   | 3   | 4    | 4     |
| 34                                                                        | CSD Colo-Colo             | 2     | 0  | 2   | 0   | 2   | 2    | 2     |
| 35                                                                        | Tacuary FC                | 2     | 0  | 1   | 1   | 1   | 2    | 4     |
| 36                                                                        | Oriente Petrolero         | 2     | 0  | 0   | 2   | 0   | 2    | 5     |
| 37                                                                        | Mineros de Guayana        | 2     | 0  | 0   | 2   | 0   | 1    | 5     |
| 38                                                                        | Club Cienciano            | 2     | 0  | 0   | 2   | 0   | 2    | 8     |
| Podsumowanie: 138 meczów, w tym 35 remisów, 412 bramek – 2,99 bramki/mecz |                           |       |    |     |     |     |      |       |